# Euthalia ilka
Euthalia ilka är en fjärilsart som beskrevs av Hans Fruhstorfer 1899. Euthalia ilka ingår i släktet Euthalia och familjen praktfjärilar. Inga underarter finns listade i Catalogue of Life.